# 2018 na música
Esta é uma relação de eventos notórios que decorreram ou estão previstos para decorrer no ano de 2018 na música.

## Acontecimentos

### União Europeia
- 6 a 10 de fevereiro - Acontece a 68ª edição do Festival de San Remo.
- 8, 10 e 12 de maio - Acontece em Lisboa o 63.ª Festival Eurovisão da Canção. A cantora Netta conquista a quarta vitória para Israel, com a canção "Toy".
- 23 a 30 de junho - Acontece a 8ª edição do Rock in Rio Lisboa.
- 23 de setembro - O grupo pop Westlife volta depois de seis anos.[1][2]
- 4 de novembro - Acontece em Bilbao a 25ª edição do MTV Europe Music Awards.

### Estados Unidos
- 5 de janeiro - A banda Judas Priest lança o clipe de "Lightning Strike", primeira faixa de trabalho para o álbum Firepower.
- 12 de janeiro - A cantora Camila Cabello lança seu primeiro álbum de estúdio solo o autointitulado "Camila" sendo seu primeiro álbum após sua saída do grupo Fifth Harmony atingindo o 1º lugar na Billboard 200 e Hot 100 simultaneamente
- 28 de janeiro - Aconteceu a 60ª edição do Grammy, na qual o cantor de R&B Bruno Mars foi o grande vencedor da noite, com seis prêmios conquistados.
- 4 de fevereiro - O cantor Justin Timberlake se apresentará no show do intervalo do Super Bowl LII.
- 4 de março - Aconteceu em Los Angeles o 90° Academy Awards. O cantor Eddie Vedder (Pearl Jam) interpreta "Room at the Top" em homenagem aos falecidos. A música "Remember Me" ganhou o Oscar de melhor canção original por "Viva - A Vida é uma Festa"
- 20 de agosto - Acontece na Radio City Music Hall, em Nova York, a 35ª edição do MTV Video Music Awards.

### Japão
- 1 de janeiro
  - O grupo idol Morning Musume passa a se chamar Morning Musume '18.
- 8 de janeiro - O álbum "Finally", da cantora Namie Amuro, ultrapassa a marca de 2 milhões de cópias vendidas, de acordo com a Oricon.
- 15 de janeiro - A Idol Street anuncia a dissolução do grupo idol GEM. Seu último concerto acontecerá no dia 25 de março.
- 24 de janeiro - O grupo idol AKB48 lança seu 9º álbum, Bokutachi wa, Ano Hi no Yoake wo Shitteiru.
- 31 de março - O grupo idol GEM se separa.
- 8 de maio - A banda Aqua Timez anuncia a dissolução da banda. Sua última turnê deve durar até setembro.
- 18 de setembro - A cantora Namie Amuro se aposenta após 25 anos de carreira.

### Coreia do Sul
- 3 de janeiro - Momoland lança o clipe de "BBoom BBoom" e N.flying lança o clipe de "Hot Potato".
- 23 de janeiro - Lançamento de "Poet | Artist", álbum póstumo de Jonghyun, morto em 18 de dezembro de 2017 aos 27 anos. É lançado o clipe de "Shinin'".

## Obras de sucesso
Drake, com os três singles lançados este ano, conseguiu ficar até agora 29 semanas em 1º lugar no Billboard Hot 100.
Canções que lideraram na Billboard Hot 100:
- "Perfect" - Ed Sheeran (6 semanas no total; 2 semanas em 2017 e 4 em 2018)
- "Havana" - Camila Cabello com Young Thug (1 semana)
- "God's Plan" - Drake (11 semanas)
- "Nice for What" - Drake (8 semanas no total; 4 consecutivas)
- "This Is America" - Childish Gambino (2 semanas)
- "Psycho" - Post Malone com Ty Dolla Sign (1 semana)
- "Sad!" - XXXTentacion (1 semana)
- "I Like It" - Cardi B, Bad Bunny e J Balvin (1 semana)
- "In My Feelings" - Drake (10 semanas)
- "Girls Like You" - Maroon 5 com Cardi B (7 semanas)
- "Thank U, Next" - Ariana Grande (7 semanas no total; 3 semanas consecutivas em 2018, e 4 semanas consecutivas em 2019)
- "Sicko Mode" - Travis Scott ft Drake (1 semana)

## Mortes
- 5 de janeiro - Mikio Fujioka (36, guitarrista do Babymetal)
- 7 de janeiro - France Gall (70, cantora)
- 10 de janeiro - "Fast" Eddie Clarke (67, guitarrista do Motörhead)
- 11 de janeiro - Ruy Faria (80, integrante do MPB-4)
- 15 de janeiro - Dolores O'Riordan (46, vocalista e líder da banda The Cranberries)
- 16 de janeiro - Dave Holland (69, baterista da formação original do Judas Priest)
- 18 de janeiro - Flávio Henrique (49, cantor e compositor)
- 20 de janeiro - Jim Rodford (76, guitarrista do The Kinks e The Zombies)
- 7 de fevereiro - Pat Torpey (58, baterista do Mr. Big)
- 8 de fevereiro - Lovebug Starski (57, rapper)
- 9 de fevereiro
  - Craig MacGregor (68, baixista do Foghat)
  - Jóhann Jóhansson (48, compositor de trilha sonora)
- 12 de março - Craig Mack (47, rapper)
- 13 de março - Claudia Fontaine (57, cantora e backing vocal do Pink Floyd)
- 22 de março - Miranda (56, jurado e produtor musical)
- 25 de março - Seo Min-woo (33, integrante do grupo de K-Pop 100%)[3]
- 17 de abril - Dona Ivone Lara (97, sambista)
- 20 de abril - Avicii (28, DJ)
- 16 de maio - Hideki Saijo (63, cantor)
- 18 de junho - XXXTentacion (20, rapper)
- 23 de junho - Vinnie Paul (54, baterista do Pantera)
- 27 de junho - Joe Jackson (89, criador do Jackson 5)
- 6 de julho - Shota Nakao (22, dançarino da LDH e integrante do EXILE TRIBE e FANTASTICS)
- 15 de agosto - MC G3 (37, funkeiro)
- 16 de agosto - Aretha Franklin (76, cantora norte-americana de R&B e Soul)[4]
- 20 de agosto - Marcello Fumaça (51, guitarrista do Virgulóides)
- 26 de agosto - Zé Béttio (92, músico e radialista)
- 7 de setembro
  - Mac Miller (26, rapper)
  - MC Naldinho (41, funkeiro)
- 9 de setembro - Mr. Catra (49, funkeiro)[5]
- 15 de setembro - Franco Scornavacca (70, músico e empresário do KLB)
- 27 de setembro - Marty Balin (76, vocalista do Jefferson Airplane)[6]
- 29 de setembro
  - Michael Weiley (59, guitarrista do Spy vs Spy)
  - Otis Rush (84, guitarrista e lenda do blues)
  - Ângela Maria (89, cantora e rainha do rádio)
- 1 de outubro - Charles Aznavour (94, cantor)
- 6 de outubro - Montserrat Caballé (85, cantora lírica)
- 21 de outubro - Fábio e Guilherme (Dupla sertaneja)
- 6 de dezembro - Pete Shelley (63, líder do Buzzcocks) [7]
- 08 de dezembro -  Sérgio Knust (52, músico, ex-guitarrista banda Yahoo)
- 15 de dezembro - Arthur Maia (56, baixista)[8]